# هارون أوبراين
هارون أوبراين (2 أكتوبر 1981 في أستراليا - )  (بالإنجليزية: Aaron O'Brien)‏ هو لاعب كريكت أسترالي. لعب مع فريق جنوب أستراليا للكريكت ‏ وفريق جنوب ويلز الجديد للكريكت ‏ وAdelaide Strikers ‏ وMelbourne Renegades ‏.

## وصلات خارجية
- هارون أوبراين على موقع إي آس بي آن كريك إنفو (الإنجليزية)